# Sarcosaurus
Sarcosaurus ("Köttödla") var en köttätande dinosaurie som levde i England under jura för 194 miljoner år sedan. Man har hittat bäcken, lårben och kotor efter den. Det är osäkert hur Sarcosaurus ska klassificeras, men det mesta tyder på att den bör klassificeras inom Coelophysoidea. 
Sarcosaurus var troligen liksom nästan alla andra theropoder en tvåbent tågångare, som mätte ungefär 3, 5 - 4 meter från nos till svans. Den avbildas ibland med kammar eller horn på huvudet. Då man ännu inte hade hittat skallen vet man förstås inte säkert om den hade dessa utsmyckningar.